# My Oh My (Kylie Minogue, Bebe Rexha e Tove Lo)
My Oh My è un singolo della cantante australiana Kylie Minogue, della cantante statunitense Bebe Rexha e della cantante svedese Tove Lo, pubblicato l'11 luglio 2024 come terzo estratto dal dodicesimo album in studio di Minogue Tension II.

## Antefatti e pubblicazione
L'8 luglio Minogue ha annunciato l'uscita di un nuovo progetto musicale sui social media con un link per il pre-save intitolato MOM. Successivamente, lei e le cantanti Bebe Rexha e Tove Lo hanno condiviso dei post sui rispettivi social media con descrizioni simili tra loro, includendo la sigla MOM. L'11 luglio Minogue ha annunciato la pubblicazione del singolo My Oh My (anticipato come abbreviazione MOM) sui social media, e il brano è stato pubblicato lo stesso giorno sulle piattaforme di streaming.

## Descrizione
My Oh My è un brano dance pop composto in chiave di Fa minore con un tempo di 125 battiti per minuto. È stato scritto da Tove Lo, Ina Wroldsen e Steve Mac, ed è stato prodotto da quest'ultimo. Elizabeth Aubrey di NME e il redattore di Jamie Tabberer di Attitude hanno notato la ripetizione del testo «La la la» e l'hanno paragonato all'uso che ne è stato fatto nel singolo della Minogue Can't Get You Out of My Head.

## Video musicale
Un lyric video è stato pubblicato sul canale YouTube di Minogue il 19 luglio 2024. Il video ufficiale del brano è stato diretto da Charlie Di Placido e pubblicato nel canale YouTube di Minogue.

## Tracce
Download digitale / streaming
1. My Oh My – 3:01
2. My Oh My (Franklin Dream Edit) – 2:53

CD / MC / 7
1. My Oh My – 3:01
2. My Oh My (Extended Mix)

## Classifiche
| Classifica (2024) | Posizione massima |
| ----------------- | ----------------- |
| Regno Unito       | 63                |